# Mathewson Point
Mathewson Point är en udde i Antarktis. Den ligger i Västantarktis. Inget land gör anspråk på området.
Terrängen inåt land är kuperad åt sydväst, men åt sydost är den platt. Havet är nära Mathewson Point norrut. Trakten är obefolkad. Det finns inga samhällen i närheten.